# Дългоклюно какаду
Дългоклюното какаду (Cacatua tenuirostris) е вид птица от семейство Какадута (Cacatuidae).

## Разпространение
Видът е разпространен в Австралия.